# Гірка (урочище)
«Урочище Гірка» — ботанічна пам'ятка природи місцевого значення. Пам'ятка природи розташована на території Бориспільського району Київської області.
Об’єкт розташовується в межах с. Дениси Бориспільського району. Пам’ятка оголошена рішенням Київської обласної ради 4 скликання від 27 жовтня 2005 р. №310-26-IV.
Пам’ятка природи є цікавим в екологічному відношенні елементом степового ландшафту з цінними, а також червоно книжними видами рослин, такими як ковила волосиста.

## Галерея

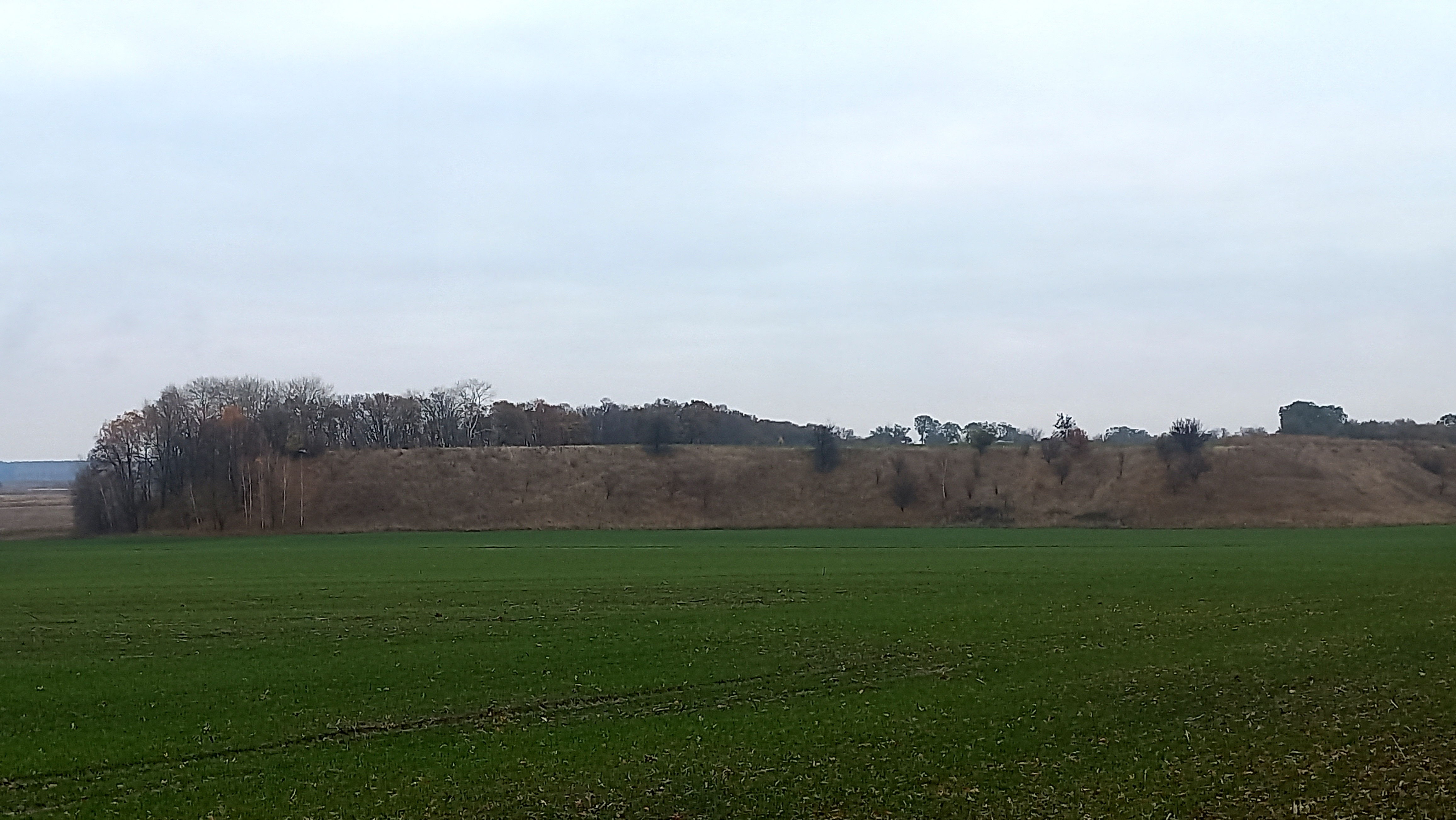
Урочище гірка